# چکاوک
چکاوَک پرنده‌ای خوش‌آواز با پر و بالِ رگه‌رگه و قهوه‌ای است که اغلب در حال پرواز آواز می‌خواند. چکاوک‌ها روی زمین بیشتر راه می‌روند یا می‌دوند. معمولاً ناخن انگشتِ عقبیِ پای آنها دراز، راست و نوک‌تیز است. اغلب به‌طور دسته‌جمعی دیده می‌شوند. نر و مادهٔ آنها همشکل است. روی زمین آشیانه می‌سازند و از دانه‌ها، حشرات و نرم‌تنان تغذیه می‌کنند.

## انواع چکاوک
چکاوک گونه‌های بسیاری دارد که برخی از گونه‌های شناخته‌شدهٔ آن به شرح زیر است:
- چکاوک سهره‌ای
- چکاوک بیابانی
- چکاوک سردم‌سیاه
- چکاوک هدهدی (شبان‌فریب)
- چکاوک پنجه‌کوتاه بزرگ
- چکاوک پنجه‌کوتاه هیوم
- چکاوک طوقی
- چکاوک شنی
- چکاوک گندمزار
- چکاوک بال‌سفید
- چکاوک سیاه
- چکاوک شاخدار
- چکاوک کاکلی
- چکاوک درختی
- چکاوک آسمانی بزرگ.[۴][۵][۶]
- چکاوک آسمانی خاوری

## پراکندگی
خانوادهٔ چکاوک عمدتاً در نیمکرهٔ شرقی زندگی می‌کنند. شاید معروفترین چکاوک، چکاوکِ آسمانی است که در سراسر اروپا و نواحی معتدل آسیا از جمله ایران زندگی می‌کنند. بلندیَش به ۱۸ سانتیمتر می‌رسد. پوشش پشتیِ پرهایش قهوه‌ای تیره است.
بیشترِ چکاوک‌ها، از جمله چکاوک آسمانی، معمولاً در ساختن لانه از علف، مو، تکه‌های پارچه و مانند اینها استفاده می‌کنند.

## فهرست منابع و مآخذ
- چکاوک وبگاه کویرها و بیابانهای ایران
- دکتر:، العلوی، هادی، «(عالم الطیور والحیوانات) »، دارالعودة، بیروت، لبنان، چاپ پنجم سال ۱۹۹۸ میلادی به (عربی).
- عطاءالله، سمیر، (موسوعة المعلومات العامة) . دار عطاءالله للنشر والتوزیع، بیروت، لبنان، چاپ هشتم، سال انتشار ۱۹۸۴ میلادی به (عربی).
- الفاضل، عبدالله، فاضل. (طیور فی الکویت) . دارالکویت للطباعة والنشر، الفروانیة، کویت، چاپ اول، سال انتشار ۲۰۰۵ میلادی به (عربی).
- "منبع جعبه‌زیست" (به انگلیسی). ویکی‌پدیای انگلیسی. Retrieved 16 November 2008.